# Баллон (Карлоу)
Баллон (англ. Ballon; ирл. Balana) — деревня в Ирландии, находится в графстве Карлоу (провинция Ленстер) у трассы N80.

## Демография
Население — 596 человек (по переписи 2006 года). В 2002 году население составляло 284 человек.
Данные переписи 2006 года:
| Общие демографические показатели |               |                               |                               |      |      |
| Всё население                    | Всё население | Изменения населения 2002—2006 | Изменения населения 2002—2006 | 2006 | 2006 |
| 2002                             | 2006          | чел.                          | %                             | муж. | жен. |
| 284                              | 596           | 312                           | 109,9                         | 310  | 286  |